# Puig Torroella (Vidreres)
El Puig Torroella és una muntanya de 322 metres que es troba al municipi de Vidreres, a la comarca de la Selva.